# Gare de Lison
Gare de Lison vasútállomás Franciaországban,  településen.

## Vasútvonalak
Az állomást az alábbi vasútvonalak érintik:
- Mantes-la-Jolie–Cherbourg-vasútvonal
- Lison–Lamballe-vasútvonal

## Kapcsolódó állomások
A vasútállomáshoz az alábbi állomások vannak a legközelebb:
- Gare de Carentan
- Gare de Pont-Hébert (Gare de Lamballe, Lison–Lamballe-vasútvonal)
- Gare de Bayeux
- Gare du Molay-Littry